# Phelsuma parkeri
Espèce
Synonymes
- Phelsuma madagascariensis parkeri Loveridge, 1941

Statut de conservation UICN

 LC  : Préoccupation mineure
Statut CITES
Phelsuma parkeri est une espèce de geckos de la famille des Gekkonidae.

## Répartition
Cette espèce est endémique de Pemba en Tanzanie

## Étymologie
Cette espèce est nommée en l'honneur de Hampton Wildman Parker.

## Publication originale
- Loveridge, 1941 : New Geckos (Phelsuma and Lygodactylus), Snake (Lepotyphlops), and Frog (Phrynobatrachus) from Pemba Island, East Africa. Proceedings of the Biological Society of Washington, vol. 54, p. 175-178 (texte intégral).